# Sunshine Tour 2008
De Sunshine Tour 2008 was het negende seizoen van de Sunshine Tour. Het omvatte een serie van golftoernooien voor golfprofessionals, dat grotendeels plaatsvond in Zuid-Afrika. Het seizoen startte in januari 2008 en eindigde in december 2008.
Naast Zuid-Afrika, vond er ook golftoernooien plaats in andere Afrikaanse landen zoals Swaziland en Zambia.
De "Order of Merit" van dit seizoen werd gewonnen door de Zuid-Afrikaan Richard Sterne.

## Kalender
| Datums | Datums | Toernooi                             | Baan                         | Plaats           | Winnaar              | Score | Score | Aantekeningen                                     |
| ------ | ------ | ------------------------------------ | ---------------------------- | ---------------- | -------------------- | ----- | ----- | ------------------------------------------------- |
| 10-01  | 13-01  | Joburg Open                          | Johannesburg & Kensington GC | Johannesburg     | Richard Sterne       | 271   | –13   | [ 2 ]                                             |
| 24-01  | 27-01  | Dimension Data Pro-Am                | Gary Player Country Club     | Sun City         | Deane Pappas         | 277   | –11   |                                                   |
| 31-01  | 03-02  | Nashua Masters                       | Wild Coast Sun Country Club  | Port Alfred      | Marc Cayeux          | 268   | –12   |                                                   |
| 07-02  | 10-02  | Africa Open                          | Fish River Sun Country Club  | Port Alfred      | Shaun Norris         | 275   | –13   | Nieuw toernooi                                    |
| 14-02  | 17-02  | Vodacom Championship                 | Pretoria Country Club        | Pretoria         | James Kingston       | 271   | –17   |                                                   |
| 21-02  | 24-02  | Telkom PGA Championship              | Country Club Johannesburg    | Johannesburg     | Louis Oosthuizen     | 260   | –28   |                                                   |
| 28-02  | 02-03  | Mount Edgecombe Trophy               | Mount Edgecombe Country Club | Durban           | Mark Murless po      | 275   | –13   | Won de play-off van Darren Fichardt               |
| 28-03  | 30-03  | Zambia Open                          | Chainama Hills Golf Club     | Lusaka           | Tyrone Ferreira      | 208   | –8    |                                                   |
| 02-04  | 04-04  | Vodacom Origins of Golf Tour I       | Bloemfontein Golf Club       | Bloemfontein     | Dion Fourie          | 201   | –15   |                                                   |
| 23-04  | 25-04  | Vodacom Origins of Golf Tour II      | Pretoria Country Club        | Pretoria         | Tyrone van Aswegen   | 201   | –15   |                                                   |
| 07-05  | 10-05  | Royal Swazi Sun Open                 | Royal Swazi Spa Country Club | Mbabane          | Jean Hugo            | 56    | 56    | "stablefordtelling"                               |
| 15-05  | 17-05  | Nashua Golf Challenge                | Gary Player Country Club     | Sun City         | Keith Horne po       | 210   | –6    | Won de play-off van Nic Henning                   |
| 28-05  | 30-05  | Vodacom Origins of Golf Tour III     | Selborne Country Club        | Pennington       | Jean Hugo            | 203   | –13   |                                                   |
| 06-06  | 08-06  | Lombard Insurance Classic            | Royal Swazi Spa Country Club | Mbabane          | Merrick Bremner      | 198   | –18   |                                                   |
| 21-08  | 23-08  | South African Pro-Am Invitational    | Paarl Golf Club              | Paarl            | George Coetzee       | 207   | –9    |                                                   |
| 27-08  | 29-08  | Vodacom Origins of Golf Tour IV      | Arabella Country Estate      | Kleinmond        | Garth Mulroy         | 210   | –6    |                                                   |
| 03-09  | 05-09  | Telkom PGA Pro-Am                    | Centurion Country Club       | Centurion        | Merrick Bremner      | 200   | –16   |                                                   |
| 11-09  | 13-09  | Sun Coast Classic                    | Durban Country Club          | Durban           | Jake Roos po         | 210   | –6    | Won de play-off van Omar Sandys                   |
| 17-09  | 19-09  | Vodacom Origins of Golf Tour V       | Humewood Golf Club           | Port Elizabeth   | George Coetzee       | 212   | –4    |                                                   |
| 10-10  | 12-10  | BMG Classic                          | Ebotse Golf & Country Estate | Benoni           | Doug McGuigan        | 206   | –10   | Nieuw toernooi                                    |
| 17-10  | 19-10  | Highveld Classic                     | Witbank Golf Club            | Witbank          | James Kamte          | 196   | –20   |                                                   |
| 22-10  | 24-10  | Vodacom Origins of Golf Tour (Finale | St. Francis Links Golf Club  | Sint-Francisbaai | Jaco Van Zyl         | 214   | –2    |                                                   |
| 30-10  | 01-11  | Platinum Classic                     | Mooinooi Golf Club           | Mooinooi         | Thomas Aiken         | 197   | –19   |                                                   |
| 06-11  | 09-11  | MTC Namibia PGA Championship         | Windhoek Country Club        | Windhoek         | Tongoona Charamba po | 270   | –14   | Won de play-off van Merrick Bremner & Nic Henning |
| 25-11  | 27-11  | Coca-Cola Charity Championship       | Fancourt (Outeniqua          | George           | Garth Mulroy         | 197   | –19   |                                                   |
| 014-12 | 03-12  | Nedbank Affinity Cup                 | Lost City Golf Course        | Sun City         | Tyrone van Aswegen   | 204   | –12   |                                                   |
| 04-12  | 07-12  | Nedbank Golf Challenge               | Gary Player Country Club     | Sun City         | Henrik Stenson       | 267   | –21   |                                                   |
| 11-12  | 14-12  | Alfred Dunhill Kampioenschap         | Leopard Creek Golf Club      | Malelane         | Richard Sterne       | 271   | –17   | [ 3 ]                                             |
| 18-12  | 21-12  | South African Airways Open           | Pearl Valley Golf Estates    | Paarl            | Richard Sterne po    | 274   | –14   | Won de play-off van Gareth Maybin                 |

## Order of Merit
| Orde | Speler         | # toernooien | Prijzengeld (R) |
| ---- | -------------- | ------------ | --------------- |
| 1    | Richard Sterne | 5            | 5.999.264       |
| 2    | Garth Mulroy   | 6            | 1.442.350       |
| 3    | Thomas Aiken   | 8            | 967.378         |
| 4    | Mark Murless   | 28           | 885.055         |
| 5    | James Kingston | 7            | 775.903         |

- Robert Rock stond op de derde plaats, maar speelde slechts 2 toernooien. Hij moest minstens 5 toernooien spelen om op de lijst te staan.